# Radźadiradźa I
Radźadiradźa I (tamil. இராஜாதிராஜ சோழன், zm. 1054) – władca z południowoindyjskiej dynastii Ćolów.

## Życiorys

### Młodość oraz kariera wojskowa i administracyjna
Prawdopodobnie był najstarszym synem Radźendry I. Niektóre źródła podają jednakże jego starszeństwo w wątpliwość. Służbę w armii Ćolów rozpoczął jeszcze za panowania swego dziadka Radźaradźy I. Nabył w związku z tym rozległe doświadczenie dowódcze, uczestnicząc w wyprawach wojennych przeciwko Ćerom, Pandjom, zachodnim Ćalukjom czy Lankijczykom. Przez pewien czas pełnił funkcję wicekróla dawnego władztwa Pandjów, zanim godnością tą obdarzono jego młodszego brata. Zwyczaj powierzania niedawno podbitych terytoriów w zarząd następcy tronu utrzymał się aż do czasów Kulottungi I, walnie przyczyniając się do skutecznej kontroli administracji centralnej nad prowincjami na peryferiach państwa Ćolów.

### Władca imperium Ćolów

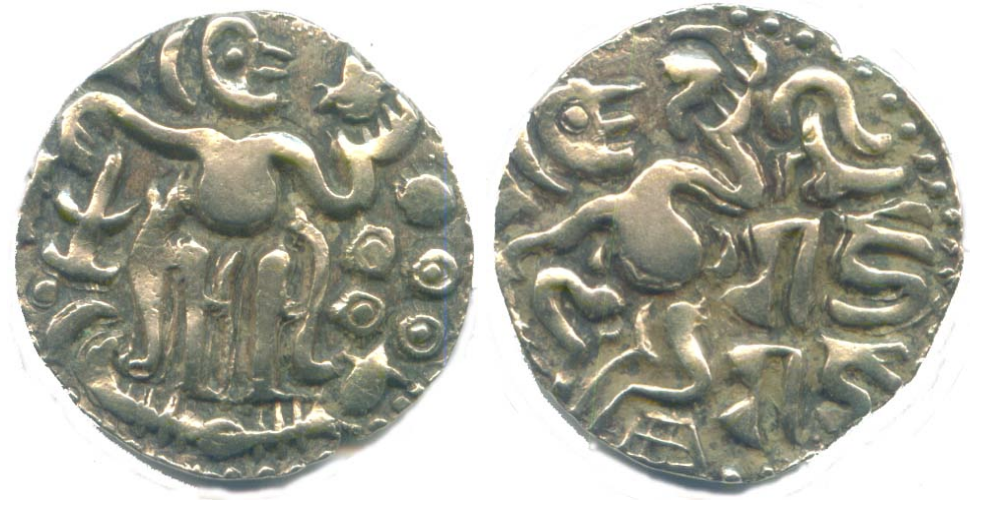
Moneta Radźadiradźy I

Początkowo znany był jako książę Alavantan. Imię Radźadiradźa przyjął po wstąpieniu na tron. Wcześnie, bo już w 1018, został dopuszczony przez ojca do współrządów. Była to często się powtarzająca praktyka dynastyczna pośród Ćolów. Prawdopodobnie miała ona swoje źródło w pragnieniu zapewnienia państwu stabilności oraz ograniczenia intryg dworskich. Gdy na dziesięć lat przed swoją śmiercią samodzielnie przejął władzę, stanął na czele rozległego imperium morskiego, stojącego u szczytu swej terytorialnej ekspansji. Był pierwszym władcą koronowanym w Gangaikonda Ćolapuram, nowej stolicy założonej przez Radźendrę I.
Zdolny dowódca i kompetentny polityk, zdołał utrzymać państwo odziedziczone po przodkach w nienaruszonym stanie. Tendencje odśrodkowe i wynikające z nich rebelie wymusiły na nim wszelako skupienie się na kwestiach wojskowych. Starał się niemniej podtrzymywać tradycje hojnego mecenatu kulturalnego i religijnego. Podobnie jak jego poprzednicy wspierał rozwój szkolnictwa. Dzięki darom monarszym mogło powstać chociażby cenione kolegium wedyjskie w Tribhuwani. Zapisał się w pamięci zbiorowej południa Indii jako jedyny władca z dynastii Ćolów, który zginął na polu bitwy. Poległ pod Koppam w 1054, w walce z władcą Ćalukjów Someśwarą. Na tronie zastąpił go współrządzący z nim od 1052 młodszy brat Radźendra II.

## Małżeństwa i potomstwo
W literaturze wymienia się imiona dwóch poślubionych przezeń kobiet. Mówi się zatem w niej odpowiednio o Trailokkiyamudayal oraz Ulagudaya Piratty.